# Yénier Márquez
Yénier Márquez (Corralillo, Cuba; 3 de enero de 1979) es un exfutbolista cubano que jugaba en la posición de defensa.

## Carrera

### Club
| Periodo   | Club           |
| --------- | -------------- |
| 1999–2015 | FC Villa Clara |
| 2015–2018 | Hoppers FC     |
| 2018–2019 | FC Villa Clara |

### Selección nacional
Debutó con Cuba en mayo del 2000 ante Barbados en la clasificación de Concacaf para la Copa Mundial de Fútbol de 2002, disputando 19 partidos de clasificación al mundial y ocho partidos de la Copa Oro de la Concacaf..
Jugó 126 partidos y anotó 16 goles, retirándose de la selección nacional en la Copa Oro de la Concacaf 2015 ante Guatemala.

## Estadísticas

### Goles internacionales
| N.º | Date       | Venue                                                           | Opponent              | Score | Result | Competition                  |
| --- | ---------- | --------------------------------------------------------------- | --------------------- | ----- | ------ | ---------------------------- |
| 1   | 4-4-2001   | Uitvlugt Community Centre Ground, Uitvlugt, Guyana              | Dominica              |       | 3–1    | Copa del Caribe              |
| 2   | 6-4-2001   | Uitvlugt Community Centre Ground, Uitvlugt, Guyana              | Saint-Martin          |       | 1–0    | Copa del Caribe              |
| 3   | 6-7-2003   | Independence Park, Kingston, Jamaica                            | Jamaica               |       | 2–1    | Amistoso                     |
| 4   | 16-1-2005  | Estadio Pedro Marrero, La Habana, Cuba                          | Haití                 |       | 1–1    | Copa del Caribe              |
| 5   | 8-11-2006  | Stade d'Honneur de Dillon, Fort-de-France, Martinique           | Haití                 |       | 1–2    | Copa del Caribe              |
| 6   | 22-6-2008  | Estadio Pedro Marrero, La Habana, Cuba                          | Antigua y Barbuda     |       | 4–0    | Clasificatorios Mundial 2010 |
| 7   | 20-8-2008  | Estadio Pedro Marrero, La Habana, Cuba                          | Trinidad y Tobago     |       | 1–3    | Clasificatorios Mundial 2010 |
| 8   | 23-10-2008 | Estadio Pedro Marrero, La Habana, Cuba                          | Antillas Neerlandesas |       | 3–1    | Copa del Caribe              |
| 9   | 27-10-2008 | Estadio Pedro Marrero, La Habana, Cuba                          | Surinam               |       | 3–1    | Copa del Caribe              |
| 10  | 8-12-2008  | Greenfield Stadium, Trelawny, Jamaica                           | Antigua y Barbuda     |       | 3–0    | Digicel Caribbean Cup        |
| 11  | 26-10-2010 | Ciudad de Panamá                                                | Panamá                |       | 3–0    | Amistoso                     |
| 12  | 28-11-2010 | Stade Pierre-Aliker, Fort-de-France, Martinica                  | Martinica             |       | 2–0    | Copa del Caribe              |
| 13  | 12-6-2011  | Soldier Field, Chicago, Estados Unidos                          | El Salvador           |       | 1-6    | Copa de oro CONCACAF         |
| 14  | 16-7-2013  | Rentschler Field, East Hartford, Estados Unidos                 | Belice                |       | 4–0    | Copa de oro CONCACAF         |
| 15  | 25-3-2015  | Estadio Cibao, Santiago de los Caballeros, República Dominicana | República Dominicana  |       | 3–0    | Amistoso                     |
| 16  | 14-6-2015  | Estadio Pedro Marrero, La Habana, Cuba                          | Curazao               |       | 1–1    | Clasificatorios Mundial 2018 |

## Logros

### Club
- Campeonato Nacional de Fútbol de Cuba: 5

2002–03, 2004–05, 2010–11, 2011–12, 2013
- Primera División de Antigua y Barbuda: 2

2015-16, 2017-18

### Individual
- Goleador del Campeonato Nacional de Cuba: 1

2013
- Futbolista Cubano del Año: 1

2014